# ユズノウクラインスク
座標: 北緯47度49分18秒 東経31度10分30秒 / 北緯47.82167度 東経31.17500度
ユズノウクラインスク (ウクライナ語: Южноукраїнськ、英語: Yuzhnoukrainsk) は、ウクライナのムィコラーイウ州にある、首都キエフから南に約350km（200マイル以上）の南ブーフ川沿いの都市。州内主要都市に指定されている。市の郊外にはオデッサ鉄道のユズノウクラインスク駅がある。

## 歴史
ユズノウクラインスクは1976年に設立された。これはウクライナで最も若い町の一つとなる。

## 産業
市の南側には水力発電所であるタシリク揚水発電所のダムがある。市の東側には南ウクライナ原子力発電所と、その冷却水を取水するためのタシュリツケ貯水池がある。南ウクライナ原子力発電所は、2,850MWの出力を持つ、国内2番目の大きさの原子力発電所である。

## 人物
- レシア・ツレンコ - プロテニス選手